# Maurice Mességué
Maurice Mességué (* 14. Dezember 1921 in Colayrac-Saint-Cirq (bei Toulouse), Département Lot-et-Garonne; † 16. Juni 2017 in Auvillar) war ein französischer Pflanzenheilkundler und erfolgreicher Autor.

## Leben und Wirken
Der französische „Kräuterpapst“ „predigte“ seit Anfang der 1950er Jahre eine auf Heilkräutern basierende Gesundheitslehre und Ernährungswissenschaft. Die Pflanzenheilkunde machte Mességué über zahlreiche Publikationen bekannt und verhalf dem von Henri Leclerc so benannten Beruf des Phytotherapeuten zu erheblicher Beachtung. Seine Erfahrung beruht nach eigenen Angaben auf einer 300-jährigen Familientradition. Er hatte Persönlichkeiten wie z. B. Jean Cocteau, Winston Churchill, Robert Schuman, Maurice Utrillo und Bundeskanzler Konrad Adenauer behandelt bzw. pflegte Umgang mit ihnen. 1958 gründete er in Fleurance im Département Gers seine erste Firma, spezialisiert auf Kosmetik mit pflanzlichen Bestandteilen und nennt sie Laboratoires des Herbes Sauvages.
Von 1971 bis 1989 war Mességué Bürgermeister von Fleurance. Er warnte die Bevölkerung vor der Gefahr der Vergiftung durch Pflanzenschutzmittel und begann eine Kampagne zu Gunsten einer biologischen Ernährung. In seiner Firma Fleurance chez Soi-Maison de Maurice Mességué entwickelte er seine kosmetischen und pflanzentherapeutischen Produktserien. Im April 1988 erhielt er auf der Düsseldorfer Messe für sein Schönheitsöl IRIONE die Auszeichnung L’Oscar de la Cosmétique. Er entnahm dafür die Kombination der Öle von Sisymbrium und Borretsch aus den Aufzeichnungen seines Großvaters.
Nach der Gründung des Institut Maurice Mességué hat er sich 1994 aus dem Geschäft zurückgezogen. Die Firma Les Laboratoires Maurice Mességué pflegt seine Philosophie weiter.

## Prozesse
Vom 28. April 1949 bis 6. Mai 1968 wurden zahlreiche Verfahren gegen den Naturheiler eingeleitet. Trotz eines Verbots zu praktizieren behandelte er weiter, bis er im letzten Prozess freigesprochen wurde. Die Gerichtsverfahren wurden zuletzt von bis zu 20.000 Stellungnahmen begleitet, die seine Erfolge bezeugten.
Die sehr öffentlichkeitswirksamen Prozesse halfen dabei, Mességué als Ausnahmefigur (Kräuterpapst, Wunderheiler etc.) zu beglaubigen und trugen zu seinem auch wirtschaftlichen Erfolg bei.

## Werke (Auswahl)
Bekannte Bücher sind:
- 1949: Der Heilpraktiker, dieser Unbekannte (Le guerisseur cet inconnu)
- 1961: Ihr alltägliches Gift (Votre poison quotidien)
- 1970: Von Menschen und Pflanzen (Des hommes et des plantes)
- 1972: Die Natur hat immer Recht (C’est la nature qui a raison)
- 1976: Das Mességué Heilkräuter Lexikon (Mon herbier de santé)
- 1976: Die Kräuter von Maurice Mességué für Gesundheit und Schönheit, bearbeitet von Karl Knauer
- 1985: Rettet unsere Heilpflanzen (Ces plantes qu’on assassine)

## Einzelnachweis
1. ↑  E' morto Maurice Messegué, famoso erborista e scrittore francese